# Baroniet Høegholm
Baroniet Høgholm (oprindeligt benævnt Baroniet Høegholm som ikke skal forveksle med det nye Høegholm gods, der i 1805 blev udskilt fra Bjørnholm gods) blev oprettet af Christian 5. i 1681 og omfattende bl.a. Fævejle og Lykkesholm i Lyngby Sogn. Om samhørigheden med baroniet vidner bl.a. alterskrankerne i Lyngby og Albøge Kirker. 1766 ejede generalløjtnant Johan Frederik Sehested baroniet. Efter hans død førte hans enke, Pauline Sehested, baroniet videre til dets ophævelse i 1802.

## Besiddere af lenet
- (1681-1683) Iver Juul Høeg Banner
- (1683-1700) Niels Trolle Høeg Banner
- (1700-1722) Helle Trolle gift (1) Høeg Banner (2) Krag
- (1722-1728) Christian lensgreve Danneskiold-Samsøe
- (1728-1753) Frederik Christian Danneskiold-Samsøe
- (1753-1754) Adam Gottlob Moltke
- (1754-1760) Volrad August von der Lühe
- (1760-1766) Palle Krag von Hoff
- (1766-1785) Johan Frederik Sehested
- (1785-1802) Pouline Fabritius de Tengnagel gift Sehested